# 彼得羅文基
48°38′46″N 38°47′58″E / 48.64611°N 38.79944°E

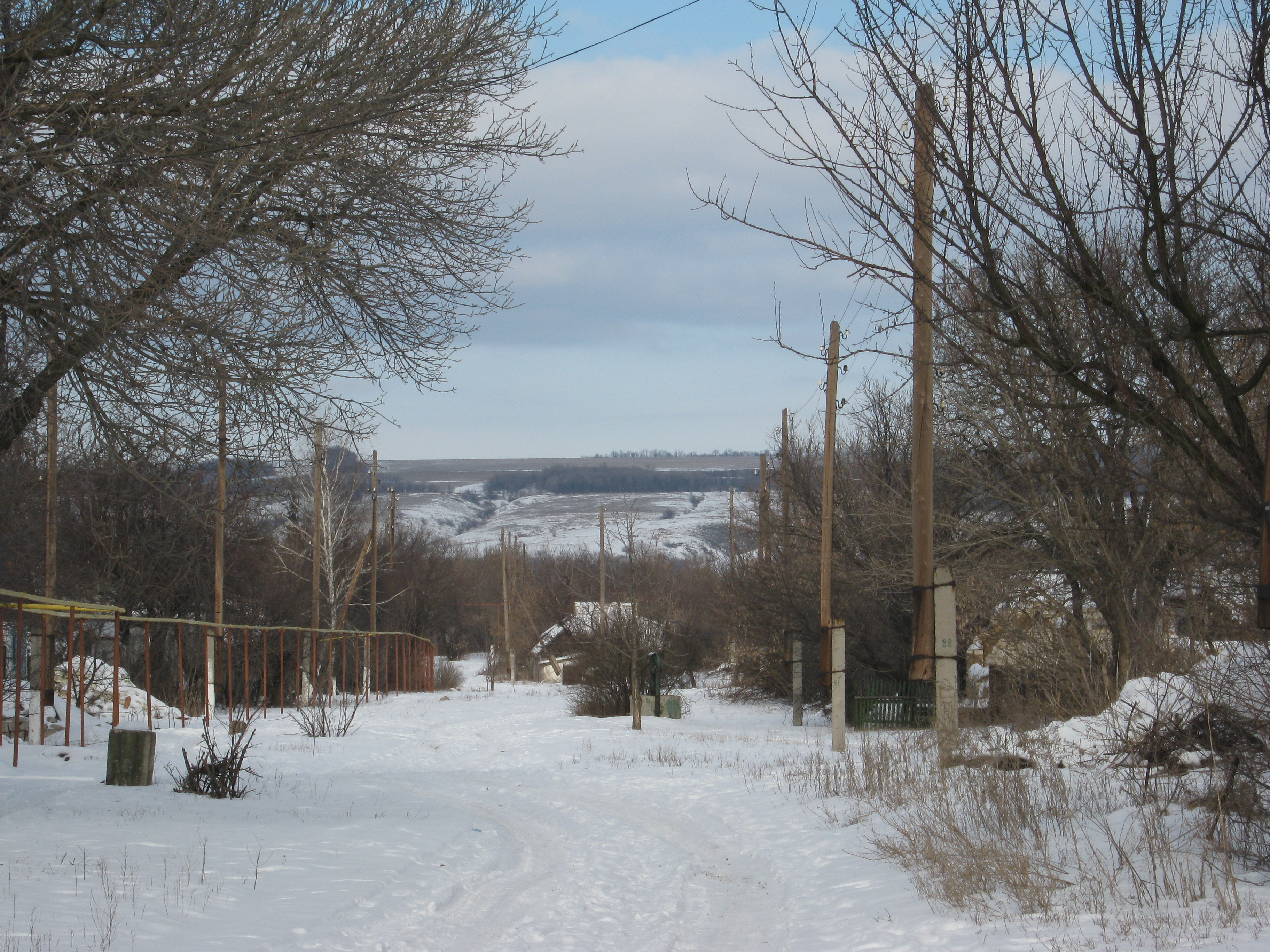
冬景

彼得罗文基（烏克蘭語：Петровеньки）是位於烏克蘭東部的村莊，由盧甘斯克州阿爾切夫斯克區的濟莫希里亞市鎮負責管轄。該村始建於1780年，面積2.42平方公里，海拔高度62米，2001年人口704，人口密度每平方公里290.8人。